# Fabián Carini
Fabián Carini, vollständiger Name Héctor Fabián Carini Hernández, (* 26. Dezember 1979 in Montevideo) ist ein ehemaliger uruguayischer Fußballspieler.

## Karriere

### Verein
Torhüter Carini begann seine Karriere beim Danubio FC in seiner Heimatstadt Montevideo. In seiner vierten Saison wurde er zum Stammtorhüter. Zur Saison 2000/01 wechselte Fabián Carini zum italienischen Rekordmeister Juventus Turin, jedoch kam er in seinen zwei Saisons in Turin zu keinem Einsatz. Zur Saison 2002/03 wurde der Torwart an Standard Lüttich in die belgische Erste Division ausgeliehen. Hier reifte er in seiner zweiten Saison zum Stammtorhüter. Zur Spielzeit 2004/05 kehrte Carini in die Serie A zurück und wechselte zu Inter Mailand, jedoch kam er hier nur selten zum Einsatz. Deshalb wurde er für die Saison 2005/06 an Cagliari Calcio ausgeliehen, wo er ebenfalls nur Ersatztorwart war. Nach seiner Rückkehr zu Inter im Sommer 2006 war Fabián Carini nur vierter Torhüter im Klub und kam daher in der folgenden Spielzeit nicht zum Einsatz. Im Sommer 2007 unterschrieb er bei Real Murcia, wo er hinter Antonio Notario zweiter Torhüter war, einen Vierjahresvertrag. Im Sommer 2009 wechselte Carini zum brasilianischen Klub Atlético Mineiro, ab 2011 war er bei Peñarol Montevideo. In der Clausura 2011, der Apertura 2011 und der Clausura 2012 bestritt er insgesamt 24 Erstligaspiele für die Aurinegros. Mitte 2012 teilte man ihm dort kurz vor Schließung des Transferfensters mit, dass man auf seine Dienste keinen Wert mehr legen würde und er mit der Reserve trainieren solle, obwohl Carini im Juli 2012 noch Stammspieler der Saisonvorbereitung war. Im Jahr 2013 stand er bei Deportivo Quito unter Vertrag. Bis zu seinem letzten Einsatz am 8. Dezember 2013 absolvierte er dort 40 Ligaspiele. Andere Quellen führen im Jahr 2013 39 Einsätze Carinis bei den Ecuadorianern. Im Juni 2014 wurde sein Wechsel zur von Jorge Giordano trainierten Mannschaft von Juventud vermeldet. In der Saison 2014/15 wurde er in 28 Erstligaspielen eingesetzt. Es folgten in der Spielzeit 2015/16 27 weitere Erstligaeinsätze und drei absolvierte Partien der Copa Sudamericana 2015. In der Saison 2016 absolvierte er noch 14 Ligaspiele und schoss zudem zwei Tore.
Anschließend unterzeichnete er zunächst einen Vertrag für eine Spielzeit bei den Montevideo Wanderers, gab jedoch wenige Tage später noch in der ersten Januarhälfte 2017 sein Karriereende aufgrund einer Rückenverletzung bekannt.

### Nationalmannschaft

#### Junioren
Carini, der bereits der U-17 Uruguays angehört hatte, spielte auch in der uruguayischen U-20-Nationalmannschaft. Mit dieser nahm er sowohl an der U-20-Südamerikameisterschaft 1997 in Chile (zwei Turniereinsätze), an der als Vize-Weltmeister beendeten Junioren-Fußballweltmeisterschaft 1997 und an der U-20-Südamerikameisterschaft 1999 in Argentinien (neun Turniereinsätze) teil. Bei den beiden Südamerikameisterschaften wurde die Celeste jeweils Junioren-Vize-Südamerikameister. Ebenfalls bei der Junioren-Fußballweltmeisterschaft 1999 in Nigeria gehörte er zum Kader der Charrúas. Im Rahmen des letztgenannten Turniers wurde er zum besten Torhüter gewählt. Des Weiteren war Carini auch Mitglied der U-23 seines Heimatlandes. Dort kam er beim „Torneo Preolímpico“ in Brasilien im Jahr 2000 in sechs Länderspielen zum Einsatz.

#### A-Nationalmannschaft
Sein Debüt in der A-Nationalmannschaft gab Carini am 17. Juni 1999 in Ciudad del Este beim Spiel gegen Paraguay. Im selben Jahr nahm er mit Uruguay auch an der Copa América teil, war dort Stammtorwart und gelangte mit seinem Team ins Finale. Dort unterlag man gegen Brasilien mit 0:3. Nachdem er regelmäßig im Rahmen der folgenden WM-Qualifikation zum Einsatz gekommen war, war er im Jahr 2002 bei der Fußball-Weltmeisterschaft 2002 ebenfalls Stammtorhüter seiner Auswahl. Carini kam dort bei allen drei Gruppenspielen, die Uruguay bestritt, zum Einsatz. Die Copa América 2007, bei der Uruguay den vierten Platz belegte, bestritt er wiederum als Erster Torhüter der Celeste. Fabián Carini gehörte bis 2009 zum Kader der uruguayischen Nationalmannschaft, wo er regelmäßig zum Einsatz kommt. Jedoch war er nicht mehr die klare Nummer 1, da Sebastián Viera vom FC Villarreal zuletzt ebenso häufig zum Einsatz kam. Sein letztes von insgesamt 74 Länderspielen absolvierte er am 11. Februar 2009. 72 Gegentreffer stehen in dieser Zeit zu Buche.

## Erfolge
- Junioren-Vize-Weltmeister 1997
- Junioren-Vize-Südamerikameister 1999
- Vize-Südamerikameister 1999

### Privates
Carini, der nach ca. fünf Jahren seines berufsbedingten Aufenthalts in Italien auch die dortige Staatsbürgerschaft erhielt, ist seit acht Jahren (Stand: Januar 2013) mit Virginia Ferreyra verheiratet.